# Aero (linia lotnicza)
Aero (Towarzystwo Komunikacji Powietrznej Aero Spółka Akcyjna) – polska linia lotnicza, założona w lutym 1925 w Poznaniu i działająca do 28 grudnia 1928. Oparta całkowicie na polskim kapitale zakładowym.

## Historia
Spółka, której celem były przewozy lotnicze, powołana została na początku 1925 z inicjatywy Związku Lotników Polskich, pod nazwą Towarzystwo Komunikacji Powietrznej Aero. Kapitał zakładowy spółki wynosił 20 000 złotych polskich i był całkowicie polskiego pochodzenia. Na jej czele stanęło dwóch dyrektorów, Ryszard Wroniecki oraz Witold Wasilewski. Zakupiono pięć, jednosilnikowych, zabierających na pokład 6 pasażerów samolotów Farman F-70, które wcześniej były użytkowane przez francusko-rumuńskie linie lotnicze CIDNA (Compagnie internationale de navigation aérienne).
3 maja 1925 na lotnisko Ławica przyleciały pierwsze dwa Farmany, które otrzymały znaki rejestracyjne P-POZA i P-POZB. 25 maja tego samego roku nastąpiło uroczyste otwarcie pierwszej w Poznaniu regularnej linii lotniczej na trasie Poznań-Warszawa. W inauguracyjnym locie do Warszawy na samolocie P-POZB, trwającym dwie godziny, wzięli udział generał Kazimierz Raszewski, minister Cyryl Ratajski, obydwaj dyrektorzy spółki oraz przedstawiciel Farmana w Polsce. Pilotami pierwszych dwóch Farmanów byli Józef Jakubowski (który brał udział w inauguracyjnym locie do Warszawy, a następnie został szefem pilotów Aero) i Mieczysław Witkowski. W ciągu pierwszego miesiąca lotów do Warszawy, spółka przewiozła 150 pasażerów, a samoloty wykonały 44 loty. Podczas pierwszego roku działalności samoloty Aero wykonały 278 lotów, przewieziono 764 pasażerów, 13790 kg ładunku i bagażu oraz 285 kg poczty.
W październiku 1925 przybyły trzy kolejne Farmany, które otrzymały znaki rejestracyjne P-POZC, P-POZD i P-POZE. W listopadzie 1925 Aero uruchomiło połączenie na trasie Poznań-Łódź i Łódź-Warszawa. Samoloty latały codziennie z wyjątkiem niedziel. W 1928 Aero odnotowało dwa wypadki lotnicze. 11 lutego Farman, za sterami którego siedział Jakubowski, musiał awaryjnie lądować, ale maszynę udało się przywrócić do pełnej sprawności. 16 listopada z kolei samolot P-POZC, podczas awaryjnego lądowania pod Sochaczewem, uległ całkowitemu zniszczeniu.
W 1928 Aero postanowiło wymienić swoją flotę Farmanów F.70 na bardziej nowoczesne Fokker F.VII
A/1M. 10 maja tego samego roku podpisano umowę kupna sześciu nowych maszyn Fokkera. Pierwszy z samolotów (P-POZM) przybył do Poznania w październiku 1928, a pozostałe w listopadzie i grudniu (P-POZN, P-POZO, P-POZP, P-POZR, P-POZS). Aero miało zamiar rozszerzyć swoją działalność na państwa bałtyckie oraz Moskwę.
14 marca 1928 uchwalono polskie prawo lotnicze regulujące działalność wszystkich linii lotniczych. 28 grudnia 1928 połączono Aero z linią lotniczą Aerolot i Śląskim Towarzystwem Lotniczym, tworząc państwową firmę Linie Lotnicze LOT Sp. z o.o.